# Hydraena yunnanensis
Hydraena yunnanensis är en skalbaggsart som beskrevs av Pu 1942. Hydraena yunnanensis ingår i släktet Hydraena och familjen vattenbrynsbaggar. Inga underarter finns listade i Catalogue of Life.